# Liste der Baudenkmäler im Stadtbezirk Bielefeld-Brackwede
Die Liste der Baudenkmäler im Stadtbezirk Bielefeld-Brackwede enthält die denkmalgeschützten Bauwerke auf dem Gebiet des Stadtbezirks Bielefeld-Brackwede in Nordrhein-Westfalen. Diese Baudenkmäler sind in der Denkmalliste der Stadt Bielefeld eingetragen; Grundlage für die Aufnahme ist das Denkmalschutzgesetz Nordrhein-Westfalen (DSchG NRW).

Eine Übersicht über alle Baudenkmäler in Bielefeld findet sich unter der Liste der Baudenkmäler in Bielefeld.

| Bild                                                        | Bezeichnung                                                 | Lage                                                    | Beschreibung | Bauzeit                                           | Eingetragen seit | Denkmal- nummer |
| ----------------------------------------------------------- | ----------------------------------------------------------- | ------------------------------------------------------- | --- | ------------------------------------------------- | ---------------- | --------------- |
| Friedhof Brackwede, Torgebäude und Mauer                    | Friedhof Brackwede, Torgebäude und Mauer                    | Bezirk Brackwede Am Alten Friedhof Karte                | Einfriedungsmauer mit Torgebäude am Hauptzugang, schlichte Ziegelsteinarchitektur im Rundbogenstil, errichtet bei Erstanlage des Friedhofes an dieser Stelle. | 1867 (Terminus post quem)                         |                  | 169             |
| BW                                                          | Markierungsstein                                            | Bezirk Brackwede Brackweder Straße Karte                | |                                                   |                  | 539             |
| Gaststätte Tränenkrug                                       | Gaststätte Tränenkrug                                       | Bezirk Brackwede Brackweder Str. 66 Karte               | Im Zusammenhang mit der Anlage des Sennefriedhofes errichtete Gastwirtschaft. Malerischer Baukörper im Stil der Reformarchitektur, der Haupteingang durch eine Kolonnade der Dorischen Ordnung akzentuiert, der Gaststättensaal ein ländlich anmutender Fachwerkbau in der Art einer Sommerfrische, Architekt Stadtbaurat Friedrich Schultz. Wenig jüngere Erweiterung des Saals nach Südwesten dem Bestand angepasst.                       | 1912, Erweiterung 1924                            |                  | 157             |
| ehemaliges Amtsgebäude                                      | ehemaliges Amtsgebäude                                      | Bezirk Brackwede Cheruskerstr. 1 Karte                  | Historisierender Ziegelbau vorwiegend in Stilformen der Backsteingotik, als Verwaltungsgebäude für das Amt Brackwede errichtet. | 1901                                              |                  | 168             |
| Meilenstein                                                 | Meilenstein                                                 | Bezirk Brackwede Gütersloher Str. schräg vor 326 Karte  | Obeliskenförmiger Ganzmeilenstein aus Osning-Sandstein, als Entfernungsanzeiger an der Chaussee Bielefeld-Gütersloh. | 1817/1818                                         |                  | 187             |
| weitere Bilder                                              | Ev.-luth. Bartholomäus-Kirche                               | Bezirk Brackwede Hauptstr. Karte                        | Pfarrkirche im Stil der Neugotik über kreuzförmigem Grundriss mit Fünfachtelschluss am Chor, die Fassadengestaltung an den in den Neubau einbezogenen gotischen Kirchturm des Vorgängerbaues angepasst. Architekt Alexander Trappen. | 1892 (Kirchenschiff), 15. Jahrhundert (Kirchturm) |                  | 135             |
| Drei Sandsteintondi als bauliche Reste des Dreikaiserturmes | Drei Sandsteintondi als bauliche Reste des Dreikaiserturmes | Bezirk Brackwede Hünenburgstr. 61 Karte                 | Zierstücke des im Stil der Neugotik nach Plänen von Kreisbaumeister Wilhelm Buschmann an der höchsten Stelle der Grafschaft Ravensberg auf der Hünenburg errichteten Aussichtsturmes. | 1890–94                                           |                  | 380             |
| BW                                                          | Wassermühle                                                 | Bezirk Brackwede Isselhorster Str. 20 Karte             | Mühle Huning, Isselhorst Nr. 17. Schlichter eingeschossiger Fachwerkbau, am Wasserlauf der Lutter gelegen, äußerlich ohne Inschrift. | 19. Jahrhundert                                   |                  | 282             |
| BW                                                          | Schieferhaus                                                | Bezirk Brackwede Kupferhammer 80 Karte                  | Gewerkenhaus der Fabrikantenfamilie Nottebohm-Möller, Brackwede-Brock Nr. 60. Repräsentativer zweigeschossiger Fachwerkbau mit verschieferten Fassaden und Mansarddach mit Dachreiter sowie Uhr in der Art des Bergischen Barock. Symmetrische Frontansicht, entsprechende zugehörige reiche Eingangstür, holländische Vertikalschiebefenster. Rückseitiger Querflügel einfacher mit verputzten Fassaden und Satteldach.                     | 1772                                              |                  | 147             |
| BW                                                          | Eisturm                                                     | Bezirk Brackwede Kupferhammer Karte                     | | 1878                                              |                  | 148             |
| Möller-Werke                                                | Möller-Werke                                                | Bezirk Brackwede Kupferhammer / Brockhagener Str. Karte | Privatpark im Stil eines englischen Landschaftsgartens mit drei für die Unternehmerfamilie Möller errichteten Villen: „Weißes Haus“ mit Putzfassaden in Nachbildung von Stilformen der italienischen Hochrenaissance, 1873; „Rotes Haus“ mit Ziegelfassaden, Sandsteingliederungen, Fachwerkgiebeln, Freigespärre, Eckturm im Heimatstil, 1883; „Gelbes Haus“ im Stil der Reformarchitektur mit schlichten Putzfassaden, Fensterläden, 1906. | für die verschiedenen Objekte unterschiedlich     |                  | 485             |
| Niemöllers Mühle                                            | Niemöllers Mühle                                            | Bezirk Brackwede Niemöllershof 9a Karte                 | Wassermühle mit massiven Außenwänden und Krüppelwalmdach, Wasserrad mit Stauwehr. Im Inneren bemerkenswerte funktionstüchtige Mühlentechnik. Heutiges Erscheinungsbild aus der 2. Hälfte des 19. Jahrhunderts. | 1736                                              |                  | 144             |
| Heuerlingshaus (Fachwerk)                                   | Heuerlingshaus (Fachwerk)                                   | Bezirk Brackwede Niemöllershof 9d Karte                 | Heuerlingshaus Niemöller, Quelle Nr. 9. Einfaches Zweiständer-Fachwerkhaus mit Inschrift am Torbogen. | 1790 (Inschrift Torbogen)                         |                  | 143             |
| Wohnhaus                                                    | Wohnhaus                                                    | Bezirk Brackwede Osnabrücker Str. 49 Karte              | Haus Kornfeld. Flach gedecktes Wohnhaus im Stil des Neuen Bauens, Architekt H. Wessendorf. | 1928/29                                           |                  | 289             |
| Fachwerk-Bauernhaus                                         | Fachwerk-Bauernhaus                                         | Bezirk Brackwede Osnabrücker Str. 100 Karte             | Hof Meier zu Borgsen, Quelle Nr. 29. Vierständerhaus mit quergestelltem zweigeschossigem Wohnteil, beide Bauteile einheitlich als schlichte Fachwerkkonstruktion im Geschmack der Mitte des 19. Jahrhunderts gestaltet. | 1855 (Inschrift Torbogen)                         |                  | 146             |
| BW                                                          | ehem. Paul Schwarze Villa                                   | Paul-Schwarze-Straße 5 Karte                            | Denkmalwert wird geprüft |                                                   |                  | 551             |
| Evangelische Kirche Ummeln                                  | Evangelische Kirche Ummeln                                  | Bezirk Brackwede Queller Str. 187 Karte                 | Historisierende Pfarrkirche in Nachbildung von Stilformen der Backsteingotik, Architekt Karl Siebold. | 1896/97                                           |                  | 369             |
| Villa Dopheide                                              | Villa Dopheide                                              | Bezirk Brackwede Schulstr. 40b Karte                    | Repräsentative Villa im Stil der Reformarchitektur, mit Parkanlage in Südhanglage, erbaut für den Direktor der Bielefelder Hartsteinwerke Karl Dopheide, Architekt Hugo Peter Georg von Lengerken. | 1922–23                                           |                  | 290             |
| BW                                                          | ehem. Südschule                                             | Brackwede Südring 48 Karte                              | |                                                   |                  | 531             |
| Deelentorgebälk                                             | Deelentorgebälk                                             | Bezirk Brackwede Von-Möller-Str. 23a Karte              | Hof Kulbrock, Brackwede-Brock Nr. 7. Fachwerk-Vierständerhaus mit reich beschnitztem Torbogen: Weinranken, Löwen in den Torschrägen, Zimmermeister Johann Hermann Ellermann. Das Gebäude wurde 2019 nach Aufhebung des Denkmalschutzes nach Marienfeld (Harsewinkel) transloziert. | 1783 (Inschrift Torbogen)                         |                  | 383             |
| Wohnhaus                                                    | Wohnhaus                                                    | Bezirk Brackwede Wikingerstr. 1 Karte                   | Freistehendes, zweigeschossiges Wohnhaus mit Putzfassaden und Fachwerkgiebel im Heimatstil. | um 1905                                           |                  | 288             |
| Schieferhaus                                                | Schieferhaus                                                | Bezirk Brackwede Windelsbleicher Str. 1 Karte           | Ehemals Haus des Kaufmanns und Gastwirts Friedrich Wilhelm Sievert, Brackwede-Brock Nr. 12. Zweigeschossiges Fachwerkhaus in markanter Straßen-Ecklage, die Hauptfassaden zeittypisch verschiefert. | um 1858–62 (archivalisch)                         |                  | 259             |

- Karte mit allen Koordinaten:
- OSM |
- WikiMap